# كاهارينغان

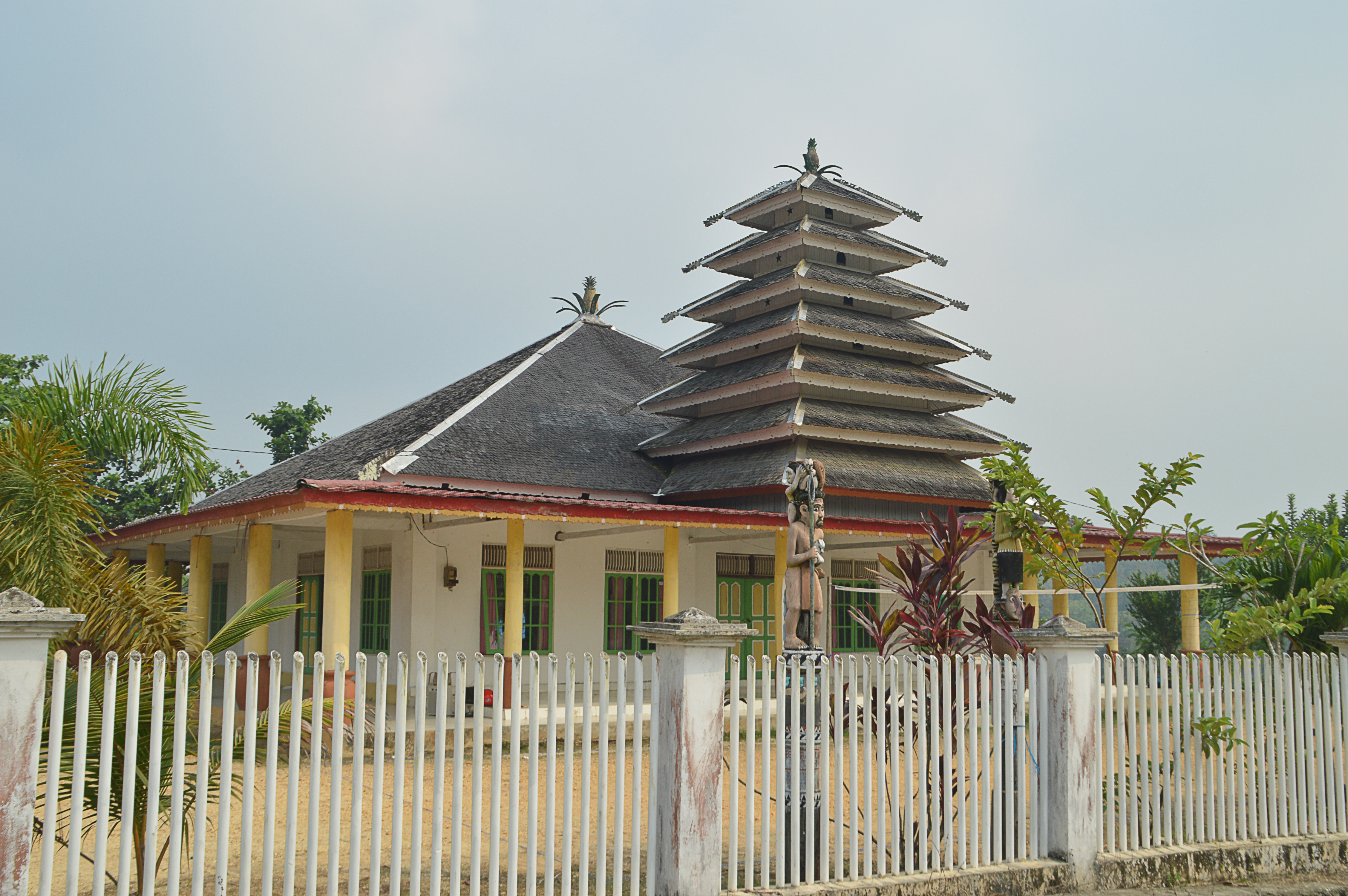
ضريح كاهارينغانيّ

كاهارينغان، ديانة شعبية أرواحية يعتنقها كثير من الداياكيين في كاليمانتان في إندونيسيا، لا سيما في كاليمانتان الوسطى، ولو أن كثيرًا منهم أيضًا انتقلوا إلى المسيحية أو الإسلام أو اتبعوا دينًا توفيقيًّا. ويقدَّر أن معظم الداياكيين يتبعون تقاليدهم الدينية الأرواحية القديمة (كاهارينغان)، ولكن يدّعون أنهم ينتمون إلى واحد من الأديان المعترف بها في إندونيسيا اتقاءً للتمييز.
تعني كلمة كاهارينغان شيئًا من قبيل «سبيل الحياة»، ونظام الاعتقاد هذا يحوي مفهومًا عن آلهة كثيرة يكون واحدًا منها الإله الأعلى، ولو أن هذا قد يؤدي إلى الحاجة إلى تأكيد فكرة الإله الأعلى (كيتوهانان يانغ ماها إيسا)، وهو المبدأ الأول في بانتشاسيلا، وهي آيديولوجية الدولة الإندونيسية. ويمكن أن يُلحَظ في هذا الدين أثر هندوسي جاوي، وترى الحكومة الإندونيسية أن هذا الدين نوع من الهندوسية الشعبية لأن الحكومة الإندونيسية لا تعترف إلا بستة أديان رسمية، ليس من بينها دين كاهارينغان.
الاحتفال الرئيس في دين كاهارينغان هو احتفال تيواه، الذي يمتدّ ثلاثين يومًا، وفيه يُضحّى بكثير من الحيوانات للأرواح والآلهة، منها الجواميس والأبقار والخنازير والدجاج.
وفي الدين قرابين شعائرية تسمى يادنيا، ودور عبادة تسمى بالاي باساراه أو بالاي كاهارينغان، وكتاب مقدس يسمى باناتوران، ومجموعة من الصلوات تسمى تالاتاه باساراه، ودليلًا لطلب عون الله بتقديم الرز، يسمى تاوار. ويشيع في دين كاهارينغان عبادة الأسلاف والإيمان بكيانات كثيرة خارقة للطبيعة.

## نظرة عامّة
كلمة كاهارينغان مشتقة من الكلمة الداياكية القديمة هارينغ، وتعني «الحياة» أو «الحي». يعبر عن هذا المفهوم برمز الدين الذي يصور نوعًا من شجرة الحياة. تشبه شجرة الحياة هذه برعمًا له ثلاثة فروع من كل جهة، بعضها متجه إلى أعلى وبعضها إلى أدنى. في أسفل الرمز كرسيّا زهرة، وفي أقصى أعلاه طائر أبي قرن، والشمس.
يدل البرعم وفروعه على العالم الأعلى والحياة الآخرة (عالم الأرواح) أما الكرسيان الأدنيان فيدلان على حياة الإنسان الأرضية. مع أن عالم الأرواح والعالم الأرضي مختلفان، فإنهما متصلان اتصالًا شديدًا ولا ينفصلان، لأن كل واحد منهما معتمد على الآخر. أما الفروع التي يتجه بعضها إلى أعلى وبعضها إلى أدنى، فتعني وجود توازن أزلي بين الحياة الأرضية والحياة الآخرة. وأن الحياة على الأرض مؤقتة، وأن حياة الإنسان مخلوقة من أجل الحياة الأخرى.
تدل شجرة الحياة كلّها معًا على لبّ دين كاهارينغان، وهو أن الحياة الإنسانية يجب أن تحقق التوازن والانسجان بين الإنسان والأرواح أو بين الإنسان وبيئته الطبيعية. وهذا المفهوم مفهوم أساسي في الهندوسية البالية أيضًا، ويعرف بالبالية باسم تري هيتا كارانا.
يركز الداياكيون من النغاجو على عالم الأرواح فوق الطبيعي، ويشمل أرواح الأسلاف. وعندهم أن الدفن الثاني مهم جدًّا، ويعقَد بعد أشهر معدودة أو سنين بعد الدفن الأول. في أثناء شعائر الدفن الثاني، التي تعرف باسم تيواه، تؤخذ العظام وتطهر وتوضع في ضريح خاص، يسمى ساندونغ. ويعتقَد عند ذلك أن روح الفقيد تراقب القرية. تزيَّن الأضرحة تزيينًا جميلًا، وتظهر مشاهد من العالم العلوي. توضع إلى جانب بقايا جثة الميت سفينة مزينة مصنوعة من المطاط، لتصور مرافقيه الذين سيرافقون روحه إلى الجنة.
من أهم خصائص الدين الداياكي حكمتهم المحلية واهتمامهم بالحفاظ على الغابة والبيئة الطبيعية. وفي هذا الدين قوانين صارمة وتوجيهات في التعامل مع الغابات الماطرة، وما يجوز فعله أو أخذه من الغابات وما يحرم. توجه حكمة الداياكيين المحلية إلى أن التعدي على هذه القوانين يدمر التوازن في الغابة والحيوانات التي في الغابة، ومن ثم يؤذي المجتمعات التي تعيش من خيرات الغابة إيذاء مباشرًا أو غير مباشر.